# BR-465
A BR-465, conhecida como a Antiga Estrada Rio–São Paulo ou Rodovia Luiz Henrique Rezende Novaes, é uma rodovia de ligação situada no estado do Rio de Janeiro, na região sudeste do Brasil, com extensão de 31,9 quilômetros.

## Descrição da rodovia
A BR-465 tem início junto ao km 208,7 da Rodovia Presidente Dutra, no Municipio de Seropédica e término no bairro de Campo Grande, Município do Rio de Janeiro, coincidindo com a antiga Estrada Rio–São Paulo, numa extensão de 22,8 quilômetros. O trecho entre o viaduto Oscar Brito e o bairro de Campo Grande, do quilômetro 22,8 ao 31,9 é uma sobreposição com a Avenida Brasil (a qual é um trecho da BR-101).
A marcação quilométrica atual é feita no sentido de norte para sul. Na Estrada Rio–São Paulo esta marcação era no sentido contrário e ainda é usada, (de maneira não totalmente precisa) como nome de algumas localidades e pontos de referência ao longo da rodovia.

## História
A BR-465 antiga estrada Rio–São Paulo, foi a principal rodovia que ligava os estados do Rio de Janeiro e São Paulo até a década de 50. Com a implementação da BR-2 (atual Rodovia Presidente Dutra) optou-se por um novo traçado para o trecho próximo à Cidade do Rio de Janeiro, passando por Nova Iguaçu. Com isso o trecho entre os quilômetros 31 e 54 passou a constituir parte da BR-465.
A outra parte dessa antiga rodovia, presente na região Sul Fluminense, é hoje a RJ-139, que passa pelo distrito de Passa Três, em Rio Claro e segue até Bananal, SP.

## Atualidade

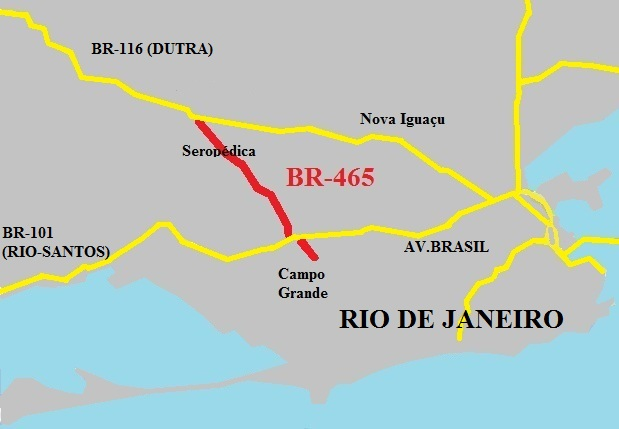
BR 465

Na atualidade, a BR-465 vem se tornando um empecilho à melhoria do tráfego próximo à cidade do Rio de Janeiro.
Com a saturação de vias como a Rodovia Presidente Dutra, Avenida Brasil, Linha Vermelha e Linha Amarela, a Estrada Rio–São Paulo, se fosse duplicada e modernizada, poderia configurar-se numa excelente opção para desafogar estas vias. Serviria de entrada "por trás" da parte principal da capital fluminense, desviando grande parte do tráfego, principalmente o direcionado à Zona Oeste do Rio de Janeiro, funcionando como um grande atalho. Para se chegar ao crescente bairro do Recreio dos Bandeirantes, por exemplo, haveria uma economia de 30 quilômetros, em média.
Desde setembro de 2022, o trecho da- BR 465 entre o km 0,0 e o km 22,8 no Município de Seropédica, está sob administração da concessionária EcoRioMinas. O trecho se encontra pavimentado, mas duplicado em apenas uma pequena seção, sendo repleto de lombadas, radares e outros limitadores de velocidade.